# العلاقات النرويجية القبرصية
العلاقات النرويجية القبرصية هي العلاقات الثنائية التي تجمع بين النرويج وقبرص.

## مقارنة بين البلدين
هذه مقارنة عامة ومرجعية للدولتين:
| وجه المقارنة                                              | النرويج                                                   | قبرص                                                                 |
| --------------------------------------------------------- | --------------------------------------------------------- | -------------------------------------------------------------------- |
| المساحة (كم2)                                             | 385.21 ألف                                                | 9.24 ألف                                                             |
| عدد السكان (نسمة)                                         | 5.33 مليون                                                | 1.14 مليون                                                           |
| الكثافة السكانية (ن./كم²)                                 | 13.84                                                     | 123.38                                                               |
| العاصمة                                                   | أوسلو                                                     | نيقوسيا                                                              |
| اللغة الرسمية                                             | بوكمول، لغات السامي، نينوشك، اللغة النرويجية              | اليونانية الحديثة، اللغة التركية، لغة يونانية                        |
| العملة                                                    | كرونة نروجية                                              | يورو، جنيه قبرصي                                                     |
| الناتج المحلي الإجمالي (بليون دولار)                      | 398.83 مليار                                              | 21.65 مليار                                                          |
| الناتج المحلي الإجمالي (تعادل القوة الشرائية) بليون دولار | 322.23 مليار                                              | 26.73 مليار                                                          |
| الناتج المحلي الإجمالي الاسمي للفرد دولار أمريكي          | 74.40 ألف                                                 | 23.24 ألف                                                            |
| الناتج المحلي الإجمالي للفرد دولار أمريكي                 | 65.61 ألف                                                 | 30.24 ألف                                                            |
| مؤشر التنمية البشرية                                      | 0.944                                                     | 0.850                                                                |
| رمز المكالمات الدولي                                      | +47                                                       | +357                                                                 |
| رمز الإنترنت                                              | .no                                                       | .cy                                                                  |
| المنطقة الزمنية                                           | ت ع م+01:00، ت ع م+02:00، توقيت وسط أوروبا، أوروبا/أوسلو ‏ | ت ع م+02:00، ت ع م+03:00، توقيت شرق أوروبا، توقيت شرق أوروبا الصيفي ‏ |

## منظمات دولية مشتركة
يشترك البلدان في عضوية مجموعة من المنظمات الدولية، منها:
| علم المنظمة | اسم المنظمة                               | تاريخ انضمام النرويج | تاريخ انضمام قبرص |
| ----------- | ----------------------------------------- | -------------------- | ----------------- |
|             | المنظمة الأوروبية لسلامة الملاحة الجوية   | 1994                 | 1991              |
|             | المنظمة الهيدروغرافية الدولية             | ?                    | ?                 |
|             | منظمة الشرطة الجنائية الدولية             | ?                    | ?                 |
|             | الاتحاد البريدي العالمي                   | ?                    | ?                 |
|             | منظمة التجارة العالمية                    | 1995                 | ?                 |
|             | الفريق المعني برصد الأرض                  | ?                    | ?                 |
|             | مجموعة الموردين النوويين                  | ?                    | ?                 |
|             | مؤسسة التنمية الدولية                     | 24 سبتمبر 1960       | 2 مارس 1962       |
|             | منظمة الأمن والتعاون في أوروبا            | 25 يونيو 1973        | 25 يونيو 1973     |
|             | مؤسسة التمويل الدولية                     | 20 يوليو 1956        | 2 مارس 1962       |
|             | مجلس أوروبا                               | 5 مايو 1949          | ?                 |
|             | منظمة حظر الأسلحة الكيميائية              | ?                    | ?                 |
|             | الأمم المتحدة                             | 27 نوفمبر 1945       | 20 سبتمبر 1960    |
|             | الاتحاد الدولي للاتصالات                  | 1866                 | 24 أبريل 1961     |
|             | البنك الدولي للإنشاء والتعمير             | 27 ديسمبر 1945       | 21 ديسمبر 1961    |
|             | مجموعة أستراليا                           | 1986                 | 2000              |
|             | المركز الدولي لتسوية المنازعات الاستشارية | 15 سبتمبر 1967       | 25 ديسمبر 1966    |
|             | وكالة ضمان الاستثمار متعدد الأطراف        | 9 أغسطس 1989         | 12 أبريل 1988     |
|             | يونسكو                                    | 4 نوفمبر 1946        | 6 فبراير 1961     |

## وصلات خارجية
- موقع وزارة الخارجية النرويجية
- موقع وزارة الخارجية القبرصية